# Friedrich Emanuel von Hurter
Friedrich Emanuel von Hurter-Ammann (19. března 1787, Schaffhausen – 27. srpna 1865, Štýrský Hradec) byl švýcarsko-rakouský historik, který se věnoval zejména ranému novověku, známý konvertita od reformované církve ke katolicismu.

## Dílo
- Denkwürdigkeiten aus dem letzten Dezennium des 18. Jahrhunderts (1840)
- Geburt und Wiedergeburt; Erinnerungen aus meinem Leben - autobiografie
- Geschichte Ferdinands II. und seiner Eltern (1850-64, 11 sv.). Dílo je rozděleno do dvou řad: první se zabývá Ferdinandem až do jeho volby císařem (díly 1-7), druhá popisuje jeho osudy po císařské volbě ve Frankfurtu (díly 8-11). V každém díle se na konci nachází edice příslušných textů. Většina dílů je přístupná online:
  - díl 1,
  - díl 3,
  - díl 4,
  - díl 5,
  - díl 7,
  - díl 8,
  - díl 9,
  - díly 10-11
- Philipp Lang, Kammerdiener Rudolfs II.  (1851)
- Zur Geschichte Wallensteins (1855)
- Wallensteins vier letzte Lebensjahre (Wien 1862)
- Ausflug nach Wien und Preßburg (1840, 2 sv.)
- Die Befeindung der katholischen Kirche in der Schweiz (1840, dodatky 1843)